# کاترینا لهیس
کاترینا لهیس (استونیایی: Katrina Lehis؛ زادهٔ ۱۹ دسامبر ۱۹۹۴) شمشیرباز زن اهل استونی است.
از افتخارات وی میتوان به کسب مدال برنز اپه انفرادی در بازی‌های المپیک تابستانی ۲۰۲۰ اشاره کرد.